# فرودگاه اینوکخوآک
فرودگاه اینوکخوآک (به انگلیسی: Inukjuak Airport) یک فرودگاه همگانی باربری با کد یاتا YPH است که یک باند فرود شن دارد و طول باند آن ۱۰۷۳ متر است. این فرودگاه در کشور کانادا قرار دارد و در ارتفاع ۲۵ متری از سطح دریا واقع شده‌است.

## شرکت‌های هواپیمایی و مقصدهای پروازی
| شرکت‌های هواپیمایی | مقصدهای پروازی                                                                                             |
| ----------------- | --- |
| ایر اینویت        | اکولیویک، ایووییویک، کویواک، کویواراپیک، مونترآل-پییر الیوت ترودو، پوویرنیتوک، سللویت، سنیکیلواق، اومیوجاک |